# Nattens Gaade
|  | Denne artikel er oprettet af botten PalnaBot ud fra en ekstern database. Den kan derfor have sproglige fejl eller mangler. Denne skabelon kan fjernes efter kontrol af indholdet. |

 Ikke at forveksle med Nattens Gaade (Kinografen).
Nattens Gaade er en stumfilm fra 1915 instrueret af Hjalmar Davidsen efter manuskript af Agnete Blom.